# Патисон (Тексас)
Патисон (енгл. Pattison) град је у америчкој савезној држави Тексас. По попису становништва из 2010. у њему је живело 472 становника.

## Демографија
Према попису становништва из 2010. у граду је живело 472 становника, што је 25 (5,6%) становника више него 2000. године.
| Група             | 2000.       | 2010.       |
| Белци             | 308 (68,9%) | 298 (63,1%) |
| Афроамериканци    | 42 (9,4%)   | 23 (4,9%)   |
| Азијати           | 4 (0,9%)    | 2 (0,4%)    |
| Хиспаноамериканци | 86 (19,2%)  | 137 (29,0%) |
| Укупно            | 447         | 472         |